# Discografia dei The Cure
La seguente è una discografia comprensiva del gruppo musicale britannico The Cure.
Il gruppo ha fatto il proprio debutto con l'album Three Imaginary Boys nel maggio 1979. I due lavori successivi, Seventeen Seconds e Faith,  hanno contribuito a rendere il loro nome famoso nel Regno Unito. Tra il 1982 e il 1992, i Cure hanno registrato altri sette album in studio, tutti finiti nella top 10 della Official Albums Chart. In particolare Wish ha raggiunto il primo posto in classifica nel 1992. A partire dagli anni duemila, il gruppo ha continuato a produrre album di discreto successo commerciale.

## Album

### Album in studio
| Anno                                                                                               | Titolo | Classifiche | Classifiche | Classifiche | Classifiche | Classifiche | Classifiche | Classifiche | Classifiche | Classifiche | Classifiche | Classifiche | Classifiche | Classifiche | Classifiche | Classifiche | Certificazioni                                                            |
| Anno                                                                                               | Titolo | UK          | AUS         | AUT         | CAN         | ESP         | FIN         | FRA         | GER         | ITA         | NLD         | NOR         | NZ          | SWE         | SWI         | US          | Certificazioni                                                            |
| -------------------------------------------------------------------------------------------------- | --- | ----------- | ----------- | ----------- | ----------- | ----------- | ----------- | ----------- | ----------- | ----------- | ----------- | ----------- | ----------- | ----------- | ----------- | ----------- | ------------------------------------------------------------------------- |
| 1979                                                                                               | Three Imaginary Boys - Pubblicazione: 8 maggio 1979 - Etichetta: Fiction (#8276862) - Formati: CD, LP, MC                                                 | 44          | —           | —           | —           | —           | —           | 140         | —           | —           | —           | —           | 37          | —           | —           | —           | - UK: Argento                                                             |
| 1980                                                                                               | Seventeen Seconds - Pubblicazione: 22 aprile 1980 - Etichetta: Fiction (#8253542) - Formati: CD, LP, MC                                                   | 20          | 39          | —           | —           | —           | —           | 80          | —           | —           | 15          | —           | 9           | —           | —           | —           | - FRA: Oro                                                                |
| 1981                                                                                               | Faith - Pubblicazione: 14 aprile 1981 - Etichetta: Fiction (#8276872) - Formati: CD, LP, MC                                                               | 14          | 38          | —           | —           | —           | —           | 84          | —           | 74          | 9           | —           | 1           | 38          | —           | —           | - UK: Argento                                                             |
| 1982                                                                                               | Pornography - Pubblicazione: 4 maggio 1982 - Etichetta: Fiction (#8276882) - Formati: CD, LP, MC                                                          | 8           | 39          | —           | —           | —           | —           | 81          | —           | 89          | 17          | —           | 9           | 45          | —           | —           |                                                                           |
| 1984                                                                                               | The Top - Pubblicazione: 22 maggio 1984 - Etichetta: Fiction (#8211362) - Formati: CD, LP, MC                                                             | 10          | 55          | —           | —           | —           | —           | 18          | 44          | —           | 12          | —           | 23          | 31          | —           | 180         | - UK: Argento                                                             |
| 1985                                                                                               | The Head on the Door - Pubblicazione: 13 agosto 1985 - Etichetta: Fiction (#8272312) - Formati: CD, LP, MC                                                | 7           | 6           | —           | 53          | —           | —           | 6           | 15          | 18          | 3           | —           | 11          | 24          | 14          | 59          | - FRA: Oro - UK: Oro - US: Oro                                            |
| 1987                                                                                               | Kiss Me Kiss Me Kiss Me - Pubblicazione: 25 maggio 1987 - Etichetta: Fiction (#8321302) - Formati: CD, 2 LP, MC                                           | 6           | 9           | 4           | 30          | 8           | 25          | 2           | 4           | 13          | 3           | —           | 14          | 13          | 3           | 35          | - FRA: Oro - UK: Oro - US: Platino                                        |
| 1989                                                                                               | Disintegration - Pubblicazione: 1º maggio 1989 - Etichetta: Fiction (#8393532) - Formati: CD, LP, MC                                                      | 3           | 9           | 5           | 22          | 4           | 16          | 3           | 2           | 7           | 3           | 7           | 6           | 10          | 4           | 12          | - FRA: 2× Oro - GER: Oro - ITA: Oro - SWI: Oro - UK: Oro - US: 2× Platino |
| 1992                                                                                               | Wish - Pubblicazione: 21 aprile 1992 - Etichetta: Fiction (#5132615) - Formati: CD, LP, MC                                                                | 1           | 1           | 14          | 12          | 17          | 18          | 17          | 6           | 7           | 22          | 7           | 3           | 10          | 8           | 2           | - AUS: Platino - CAN: Oro - SWI: Oro - UK: Oro - US: Platino              |
| 1996                                                                                               | Wild Mood Swings - Pubblicazione: 7 maggio 1996 - Etichetta: Fiction (#5317932) - Formati: CD, 2 LP, MC                                                   | 9           | 5           | 12          | 11          | 18          | 24          | 3           | 17          | 8           | 37          | 13          | 10          | 2           | 9           | 12          | - US: Oro                                                                 |
| 2000                                                                                               | Bloodflowers - Pubblicazione: 14 febbraio 2000 - Etichetta: Fiction (#5431232) - Formati: CD, 2 LP, MC                                                    | 14          | 11          | 22          | 13          | 18          | 15          | 3           | 5           | 8           | 50          | 5           | 41          | 5           | 3           | 16          | - SWI: Oro                                                                |
| 2004                                                                                               | The Cure - Pubblicazione: 26 giugno 2004 - Etichetta: Geffen (#9862886) - Formati: CD, 2 LP                                                               | 8           | 28          | 12          | 12          | 5           | 18          | 4           | 3           | 2           | 37          | 10          | 32          | 10          | 5           | 7           | - UK: Argento                                                             |
| 2008                                                                                               | 4:13 Dream - Pubblicazione: 27 ottobre 2008 - Etichetta: Suretone (#1764225) - Formati: CD, LP, download digitale                                         | 33          | 30          | 28          | 21          | 13          | —           | 8           | 21          | 8           | 38          | 17          | 32          | 36          | 15          | 16          |                                                                           |
| 2024                                                                                               | Songs of a Lost World - Pubblicazione: 1 novembre 2024 - Etichetta: Fiction/Polydor, Capitol Records - Formati: CD, CD+Blue_Ray, LP, MC download digitale | 1           | 5           | 1           | —           | —           | —           | 1           | 1           | 2           | 1           | —           | 3           | 1           | 1           | 4           | - UK: Oro - FRA: Oro                                                      |
| "—" indica una pubblicazione che non si è classificata o che non è stata pubblicata in quel Paese. | |             |             |             |             |             |             |             |             |             |             |             |             |             |             |             |                                                                           |

### Raccolte
| Anno                                                                                               | Titolo | Classifiche | Classifiche | Classifiche | Classifiche | Classifiche | Classifiche | Classifiche | Classifiche | Classifiche | Classifiche | Classifiche | Classifiche | Classifiche | Classifiche | Certificazioni                                                                   |
| Anno                                                                                               | Titolo | UK          | AUS         | AUT         | CAN         | ESP         | FRA         | GER         | ITA         | NLD         | NOR         | NZ          | SWE         | SWI         | US          | Certificazioni                                                                   |
| -------------------------------------------------------------------------------------------------- | --- | ----------- | ----------- | ----------- | ----------- | ----------- | ----------- | ----------- | ----------- | ----------- | ----------- | ----------- | ----------- | ----------- | ----------- | -------------------------------------------------------------------------------- |
| 1980                                                                                               | Boys Don't Cry - Pubblicazione: 5 febbraio 1980 - Etichetta: Fiction (#8150112) - Formati: CD, LP, MC                                           | 71          | 60          | —           | —           | —           | —           | —           | —           | —           | —           | 25          | —           | —           | —           | - FRA: Oro - UK: Platino                                                         |
| 1981                                                                                               | ...Happily Ever After - Pubblicazione: 8 settembre 1981 - Etichetta: A&M (#8393532) - Formati: CD, LP, MC                                       | —           | —           | —           | —           | —           | —           | —           | —           | —           | —           | —           | —           | —           | —           |                                                                                  |
| 1983                                                                                               | Japanese Whispers - Pubblicazione: 6 dicembre 1983 - Etichetta: Fiction (#8174702) - Formati: CD, LP, MC                                        | 26          | 18          | —           | —           | —           | 18          | 46          | —           | —           | —           | 8           | —           | —           | 181         | - UK: Argento                                                                    |
| 1986                                                                                               | Standing on a Beach - The Singles 1978-1985 - Pubblicazione: 6 maggio 1986 - Etichetta: Fiction (#8292392) - Formati: CD, LP, MC                | 4           | 13          | —           | 48          | 29          | 5           | 11          | —           | 6           | —           | 3           | 27          | 11          | 48          | - AUS: 3× Platino - FRA: 2× Oro - GER: Oro - SWI: Oro - UK: Oro - US: 2× Platino |
| 1990                                                                                               | Mixed Up - Pubblicazione: 20 novembre 1990 - Etichetta: Fiction (#8470992) - Formati: CD, 2 LP, MC                                              | 8           | 12          | 24          | 29          | 12          | 7           | 19          | 24          | 51          | —           | 16          | 31          | 26          | 14          | - FRA: Oro - UK: Oro - US: Platino                                               |
| 1997                                                                                               | Galore - The Singles 1987-1997 - Pubblicazione: 28 ottobre 1997 - Etichetta: Fiction (#5396522) - Formati: CD, 2 LP, MC                         | 37          | 45          | —           | 53          | 49          | —           | 51          | 95          | 81          | —           | 31          | 54          | —           | 32          | - AUS: Oro - UK: Argento - US: Oro                                               |
| 2001                                                                                               | Greatest Hits - Pubblicazione: 13 novembre 2001 - Etichetta: Fiction (#5894352) - Formati: CD, MC                                               | 33          | 27          | 34          | —           | 29          | 9           | 22          | 30          | —           | 24          | 17          | 48          | 24          | 58          | - AUS: Oro - ITA: Oro - UK: 3× Platino                                           |
| 2004                                                                                               | Join the Dots: B-sides and Rarities, 1978-2001 - Pubblicazione: 27 gennaio 2004 - Etichetta: Rhino/Universal (#9814630) - Formati: 4 CD box set | 98          | —           | —           | —           | 68          | 29          | —           | 50          | —           | —           | —           | —           | —           | 106         |                                                                                  |
| 2006                                                                                               | 4 Play - Pubblicazione: 10 gennaio 2006 - Etichetta: Fiction - Formati: download digitale                                                       | —           | —           | —           | —           | —           | —           | —           | —           | —           | —           | —           | —           | —           | —           |                                                                                  |
| 2018                                                                                               | Torn Down - Pubblicazione: 21 aprile 2018 - Etichetta: Fiction - Formati: 2 LP Record Store Day                                                 | —           | —           | —           | —           | —           | —           | —           | —           | —           | —           | —           | —           | —           | —           |                                                                                  |
| "—" indica una pubblicazione che non si è classificata o che non è stata pubblicata in quel Paese. | |             |             |             |             |             |             |             |             |             |             |             |             |             |             |                                                                                  |

### Album dal vivo
| Anno                                                                                               | Titolo | Classifiche | Classifiche | Classifiche | Classifiche | Classifiche | Classifiche | Classifiche | Classifiche | Classifiche | Classifiche | Certificazioni |
| Anno                                                                                               | Titolo | UK          | AUS         | AUT         | FRA         | GER         | NLD         | NZ          | SWE         | SWI         | US          | Certificazioni |
| -------------------------------------------------------------------------------------------------- | --- | ----------- | ----------- | ----------- | ----------- | ----------- | ----------- | ----------- | ----------- | ----------- | ----------- | -------------- |
| 1984                                                                                               | Concert: The Cure Live - Pubblicazione: 16 ottobre 1984 - Etichetta: Fiction (#8236822) - Formati: CD, LP, MC   | 26          | 86          | —           | —           | —           | 31          | 37          | —           | —           | —           |                |
| 1991                                                                                               | Entreat - Pubblicazione: 25 marzo 1991 - Etichetta: Fiction (#8433591) - Formati: CD, LP, MC                    | 10          | 25          | 19          | 44          | 15          | 88          | 8           | —           | 31          | —           |                |
| 1993                                                                                               | Show - Pubblicazione: 13 settembre 1993 - Etichetta: Fiction (#9615512) - Formati: CD, LP, MC                   | 29          | 16          | 16          | 4           | 37          | 71          | 36          | 34          | 37          | 42          | - UK: Argento  |
| 1993                                                                                               | Paris - Pubblicazione: 26 ottobre 1993 - Etichetta: Fiction (#5199941) - Formati: CD, LP, MC                    | 56          | 72          | —           | —           | —           | —           | —           | —           | —           | 118         |                |
| 2011                                                                                               | Bestival Live 2011 - Pubblicazione: 5 dicembre 2011 - Etichetta: Sunday Best - Formati: 2 CD, download digitale | 119         | —           | —           | 115         | 79          | 98          | —           | —           | 94          | —           |                |
| "—" indica una pubblicazione che non si è classificata o che non è stata pubblicata in quel Paese. | |             |             |             |             |             |             |             |             |             |             |                |

## Extended play
| Anno | Titolo                                                                                        | Classifiche | Classifiche | Classifiche |
| Anno | Titolo                                                                                        | UK          | ESP         | FRA         |
| ---- | --------------------------------------------------------------------------------------------- | ----------- | ----------- | ----------- |
| 1982 | A Single - Pubblicazione: 6 luglio 1982 - Etichetta: Fiction                                  | 34          | —           | —           |
| 1983 | The Walk - Pubblicazione: 5 luglio 1983 - Etichetta: Fiction                                  | 12          | —           | —           |
| 1985 | Half an Octopuss & Quadpus - Pubblicazione: 8 dicembre 1985 - Etichetta: Fiction              | —           | —           | —           |
| 1990 | Lost Wishes - Pubblicazione: 16 novembre 1993 - Etichetta: Fiction                            | —           | —           | —           |
| 1997 | Five Swing Live - Pubblicazione: 21 aprile 1997 - Etichetta: Fiction                          | —           | —           | —           |
| 2006 | From Festival 2005 (Live Audio Version) - Pubblicazione: 26 dicembre 2006 - Etichetta: Geffen | —           | —           | —           |
| 2008 | Hypnagogic States - Pubblicazione: 13 settembre 2008 - Etichetta: Suretone                    | —           | 1           | 39          |

## Singoli
| Anno                                                                                               | Singolo                            | Classifiche | Classifiche | Classifiche | Classifiche | Classifiche | Classifiche | Classifiche | Classifiche | Classifiche | Classifiche | Classifiche | Classifiche | Classifiche | Classifiche | Classifiche | Classifiche | Classifiche | Classifiche | Album di provenienza    |
| Anno                                                                                               | Singolo                            | UK          | AUS         | AUT         | BEL         | CAN         | ESP         | FIN         | FRA         | GER         | IRL         | ITA         | NLD         | NOR         | NZ          | SWE         | SWI         | US          | US Alt.     | Album di provenienza    |
| -------------------------------------------------------------------------------------------------- | ---------------------------------- | ----------- | ----------- | ----------- | ----------- | ----------- | ----------- | ----------- | ----------- | ----------- | ----------- | ----------- | ----------- | ----------- | ----------- | ----------- | ----------- | ----------- | ----------- | ----------------------- |
| 1978                                                                                               | Killing an Arab                    | —           | —           | —           | —           | —           | —           | —           | —           | —           | —           | —           | —           | —           | —           | —           | —           | —           | —           | Boys Don't Cry          |
| 1979                                                                                               | Boys Don't Cry                     | —           | 99          | —           | —           | —           | —           | —           | —           | —           | —           | —           | —           | —           | 22          | —           | —           | —           | —           | Boys Don't Cry          |
| 1979                                                                                               | Jumping Someone Else's Train       | —           | —           | —           | —           | —           | —           | —           | —           | —           | —           | —           | —           | —           | —           | —           | —           | —           | —           | Boys Don't Cry          |
| 1980                                                                                               | 10:15 Saturday Night               | —           | —           | —           | —           | —           | —           | —           | —           | —           | —           | —           | —           | —           | —           | —           | —           | —           | —           | Three Imaginary Boys    |
| 1980                                                                                               | A Forest                           | 31          | —           | —           | 20          | —           | —           | —           | —           | —           | —           | —           | 26          | —           | 38          | —           | —           | —           | —           | Seventeen Seconds       |
| 1981                                                                                               | Primary                            | 43          | 94          | —           | —           | —           | —           | —           | —           | —           | —           | —           | —           | —           | 29          | —           | —           | —           | —           | Faith                   |
| 1981                                                                                               | Charlotte Sometimes                | 44          | —           | —           | —           | —           | —           | —           | —           | —           | —           | —           | —           | —           | 31          | —           | —           | —           | —           | /                       |
| 1982                                                                                               | The Hanging Garden                 | 34          | —           | —           | —           | —           | —           | —           | —           | —           | —           | —           | —           | —           | —           | —           | —           | —           | —           | Pornography             |
| 1982                                                                                               | Let's Go to Bed                    | 44          | 15          | —           | —           | —           | —           | —           | —           | —           | —           | —           | —           | —           | 17          | —           | —           | 109         | —           | Japanese Whispers       |
| 1983                                                                                               | The Walk                           | 12          | 34          | —           | —           | —           | —           | —           | —           | —           | 19          | —           | —           | —           | —           | —           | —           | —           | —           | Japanese Whispers       |
| 1983                                                                                               | The Lovecats                       | 7           | 6           | —           | —           | —           | —           | —           | —           | —           | 15          | —           | —           | —           | 23          | —           | —           | —           | —           | Japanese Whispers       |
| 1984                                                                                               | The Caterpillar                    | 14          | 51          | —           | —           | —           | —           | —           | —           | —           | 20          | —           | 35          | —           | —           | —           | —           | —           | —           | The Top                 |
| 1984                                                                                               | Excerpt                            | —           | —           | —           | —           | —           | —           | —           | —           | —           | —           | —           | —           | —           | —           | —           | —           | —           | —           | Concert: The Cure Live  |
| 1985                                                                                               | In Between Days                    | 15          | 16          | —           | 23          | —           | —           | —           | 23          | 45          | 17          | 40          | 26          | —           | 15          | —           | —           | 99          | —           | The Head on the Door    |
| 1985                                                                                               | Close to Me                        | 24          | 7           | —           | 30          | —           | —           | —           | 17          | —           | 4           | —           | 16          | —           | 45          | —           | —           | —           | —           | The Head on the Door    |
| 1986                                                                                               | Boys Don't Cry (new voice/new mix) | 22          | 26          | —           | 17          | —           | 31          | —           | 28          | 19          | 9           | —           | 27          | —           | 10          | —           | —           | —           | —           | Standing on a Beach     |
| 1987                                                                                               | Why Can't I Be You?                | 21          | 16          | —           | 17          | 62          | 5           | —           | 29          | 29          | 12          | 27          | 25          | —           | 16          | —           | 28          | 54          | —           | Kiss Me Kiss Me Kiss Me |
| 1987                                                                                               | Catch                              | 27          | 77          | —           | —           | —           | 30          | —           | —           | 59          | 16          | —           | 57          | —           | —           | —           | —           | —           | —           | Kiss Me Kiss Me Kiss Me |
| 1987                                                                                               | Just like Heaven                   | 29          | 89          | —           | —           | —           | 25          | —           | 33          | —           | 15          | —           | 82          | —           | 31          | —           | —           | 40          | —           | Kiss Me Kiss Me Kiss Me |
| 1988                                                                                               | Hot Hot Hot!!!                     | 45          | —           | —           | —           | —           | 8           | —           | —           | —           | 18          | —           | 79          | —           | —           | —           | —           | 68          | —           | Kiss Me Kiss Me Kiss Me |
| 1989                                                                                               | Lullaby                            | 5           | 28          | 5           | 15          | —           | 4           | 17          | 22          | 3           | 3           | 7           | 8           | 5           | 7           | —           | 14          | 74          | 23          | Disintegration          |
| 1989                                                                                               | Fascination Street                 | —           | —           | —           | —           | —           | —           | —           | —           | —           | —           | —           | —           | —           | —           | —           | —           | 46          | 1           | Disintegration          |
| 1989                                                                                               | Lovesong                           | 18          | 60          | —           | 38          | 10          | —           | —           | —           | 21          | 13          | 41          | 48          | —           | 39          | —           | —           | 2           | 2           | Disintegration          |
| 1990                                                                                               | Pictures of You                    | 24          | 89          | —           | —           | —           | —           | —           | —           | 18          | 9           | —           | 77          | —           | —           | —           | —           | 71          | 19          | Disintegration          |
| 1990                                                                                               | Never Enough                       | 13          | 22          | —           | 28          | —           | 14          | 3           | —           | 17          | 6           | 32          | —           | —           | 11          | —           | 22          | 72          | 1           | Mixed Up                |
| 1990                                                                                               | Close to Me Remix                  | 13          | 55          | —           | —           | —           | 18          | —           | —           | 49          | 4           | —           | —           | —           | 27          | —           | —           | 97          | —           | Mixed Up                |
| 1990                                                                                               | A Forest (tree mix)                | —           | —           | —           | —           | —           | —           | —           | —           | —           | —           | —           | —           | —           | —           | —           | —           | —           | —           | Mixed Up                |
| 1992                                                                                               | High                               | 8           | 5           | 27          | 21          | 41          | 19          | —           | 11          | 14          | 6           | 5           | 37          | —           | 4           | 18          | 14          | 42          | 1           | Wish                    |
| 1992                                                                                               | Friday I'm in Love                 | 6           | 39          | 13          | 34          | 3           | —           | —           | —           | 16          | 4           | 12          | 32          | 7           | 7           | 17          | 17          | 18          | 1           | Wish                    |
| 1992                                                                                               | A Letter to Elise                  | 28          | —           | —           | —           | —           | —           | —           | —           | —           | 23          | —           | —           | —           | 13          | 39          | —           | —           | 2           | Wish                    |
| 1996                                                                                               | The 13th                           | 15          | 31          | —           | 43          | —           | —           | 11          | —           | 55          | 22          | 5           | —           | —           | 37          | 20          | 29          | 44          | 15          | Wild Mood Swings        |
| 1996                                                                                               | Mint Car                           | 31          | 100         | —           | —           | —           | —           | 20          | —           | —           | —           | —           | —           | —           | —           | —           | —           | 58          | 14          | Wild Mood Swings        |
| 1996                                                                                               | Strange Attraction                 | —           | —           | —           | —           | —           | —           | —           | —           | —           | —           | —           | —           | —           | —           | —           | —           | —           | —           | Wild Mood Swings        |
| 1996                                                                                               | Gone!                              | 60          | —           | —           | —           | —           | —           | —           | —           | —           | —           | —           | —           | —           | —           | —           | —           | —           | —           | Wild Mood Swings        |
| 1997                                                                                               | Wrong Number                       | 62          | 70          | —           | 12          | —           | —           | —           | —           | —           | —           | 10          | 88          | —           | 43          | —           | —           | —           | 8           | Galore                  |
| 2000                                                                                               | Out of This World                  | —           | —           | —           | —           | —           | —           | —           | —           | —           | —           | —           | —           | —           | —           | —           | —           | —           | —           | Bloodflowers            |
| 2000                                                                                               | Maybe Someday                      | —           | —           | —           | —           | —           | —           | —           | —           | —           | —           | —           | —           | —           | —           | —           | —           | —           | 10          | Bloodflowers            |
| 2001                                                                                               | Cut Here                           | 54          | 83          | —           | 52          | —           | 10          | —           | 85          | 79          | —           | 17          | —           | —           | —           | —           | 94          | —           | —           | Greatest Hits           |
| 2004                                                                                               | The End of the World               | 25          | —           | —           | —           | —           | —           | —           | 70          | 47          | 42          | 19          | —           | —           | —           | —           | 95          | —           | 19          | The Cure                |
| 2004                                                                                               | Taking Off                         | 39          | —           | —           | —           | —           | 9           | —           | 67          | 73          | —           | 21          | —           | —           | —           | —           | —           | —           | —           | The Cure                |
| 2004                                                                                               | alt.end                            | —           | —           | —           | —           | —           | —           | —           | —           | —           | —           | —           | —           | —           | —           | —           | —           | —           | —           | The Cure                |
| 2008                                                                                               | The Only One                       | 48          | 80          | —           | 63          | —           | 1           | —           | 28          | 77          | —           | —           | 86          | —           | —           | —           | —           | —           | 31          | 4:13 Dream              |
| 2008                                                                                               | Freakshow                          | 89          | 91          | —           | —           | —           | 1           | —           | 30          | 78          | —           | —           | —           | —           | —           | —           | —           | —           | —           | 4:13 Dream              |
| 2008                                                                                               | Sleep When I'm Dead                | 68          | 84          | —           | —           | —           | 1           | —           | 36          | 80          | —           | —           | —           | —           | —           | —           | —           | —           | —           | 4:13 Dream              |
| 2008                                                                                               | The Perfect Boy                    | 78          | 91          | —           | —           | —           | 2           | —           | 37          | 86          | —           | —           | —           | —           | —           | —           | —           | —           | —           | 4:13 Dream              |
| "—" indica una pubblicazione che non si è classificata o che non è stata pubblicata in quel Paese. |                                    |             |             |             |             |             |             |             |             |             |             |             |             |             |             |             |             |             |             |                         |

- BTemplate:Note labelTemplate:Note labelSingoli promozionali solo per le radio

## Partecipazioni
| Anno | Titolo                            | Album                                                        |
| ---- | --------------------------------- | ------------------------------------------------------------ |
| 1990 | Hello, I Love You                 | Rubáiyát: Elektra's 40th Anniversary                         |
| 1992 | Young Americans                   | An XFM Compilation Album                                     |
| 1993 | Purple Haze                       | Stone Free: A Tribute to Jimi Hendrix                        |
| 1994 | Burn                              | Original Motion Picture Soundtrack: The Crow                 |
| 1995 | Dredd Song                        | Judge Dredd Soundtrack                                       |
| 1998 | World in My Eyes                  | For the Masses                                               |
| 1998 | More Than This                    | The X-Files: The Album                                       |
| 2000 | Watching Me Fall (Underdog Remix) | American Psycho: Music from the Controversial Motion Picture |
| 2004 | A Forest (Acoustic Version)       | Essential Glastonbury                                        |
| 2005 | Love                              | Make Some Noise                                              |
| 2007 | Make Me Bad / In Between Days     | MTV Unplugged: Korn                                          |

## Videografia

### Album video
| Anno | Titolo | Certificazioni                             |
| ---- | --- | ------------------------------------------ |
| 1985 | Live in Japan - Pubblicazione: febbraio 1985 - Etichetta: Toshiba - Formati: VHS, Betamax                                       |                                            |
| 1985 | Tea Party - Pubblicazione: dicembre 1985 - Etichetta: VAP - Formati: VHS, Betamax                                               |                                            |
| 1986 | Staring at the Sea - The Images - Pubblicazione: maggio 1986 - Etichetta: Fiction Films - Formati: VHS, Betamax, Laserdisc, VCD | - US: Platino                              |
| 1987 | The Cure in Orange - Pubblicazione: novembre 1987 - Etichetta: PolyGram Video - Formati: VHS, Betamax, Laserdisc, 2 VCD         | - US: Platino                              |
| 1991 | Picture Show - Pubblicazione: luglio 1991 - Etichetta: PolyGram Video - Formati: VHS, Laserdisc, DVD                            | - US: Oro                                  |
| 1991 | The Cure Play Out - Pubblicazione: dicembre 1991 - Etichetta: PolyGram Video - Formati: VHS, Laserdisc                          |                                            |
| 1993 | Show - Pubblicazione: settembre 1993 - Etichetta: PolyGram Video - Formati: VHS, Laserdisc, 2 CD-i                              |                                            |
| 1997 | Galore - The Videos - Pubblicazione: ottobre 1997 - Etichetta: PolyGram Video - Formati: VHS, 2 VCD                             |                                            |
| 2001 | Greatest Hits - Pubblicazione: novembre 2001 - Etichetta: Fiction - Formati: DVD, VHS, 2 VCD                                    | - UK: Oro                                  |
| 2003 | Trilogy - Pubblicazione: giugno 2003 - Etichetta: Eagle Vision - Formati: 2 DVD, 2 VHS, 3 VCD, Blu-ray Disc                     | - CAN: Platino - GER: Oro - US: 2× Platino |
| 2006 | Festival 2005 - Pubblicazione: novembre 2006 - Etichetta: Geffen - Formati: DVD                                                 |                                            |

### Video musicali
| Anno | Titolo                       | Regista            |
| ---- | ---------------------------- | ------------------ |
| 1979 | 10:15 Saturday Night         | Piers Bedford      |
| 1980 | A Forest                     | David Hiller       |
| 1980 | Play for Today               | David Hiller       |
| 1981 | Primary                      | Bob Rickerd        |
| 1981 | Other Voices                 | Bob Rickerd        |
| 1981 | Charlotte Sometimes          | Mick Mansfield     |
| 1982 | The Hanging Garden           | Chris Gabrin       |
| 1982 | Let's Go to Bed              | Tim Pope           |
| 1982 | The Walk                     | Tim Pope           |
| 1982 | The Lovecats                 | Tim Pope           |
| 1984 | The Caterpillar              | Tim Pope           |
| 1985 | In Between Days              | Tim Pope           |
| 1985 | Close to Me                  | Tim Pope           |
| 1986 | Killing an Arab              | Tim Pope           |
| 1986 | Boys Don't Cry               | Tim Pope           |
| 1986 | Jumping Someone Else's Train | Tim Pope           |
| 1986 | A Night Like This            | Tim Pope           |
| 1987 | Why Can't I Be You?          | Tim Pope           |
| 1987 | Catch                        | Tim Pope           |
| 1987 | Just like Heaven             | Tim Pope           |
| 1988 | Hot Hot Hot!!!               | Tim Pope           |
| 1989 | Lullaby                      | Tim Pope           |
| 1989 | Fascination Street           | Tim Pope           |
| 1989 | Lovesong                     | Tim Pope           |
| 1990 | Pictures of You              | Tim Pope           |
| 1990 | Never Enough                 | Tim Pope           |
| 1990 | Close to Me Remix            | Tim Pope           |
| 1992 | High                         | Tim Pope           |
| 1992 | Friday I'm in Love           | Tim Pope           |
| 1992 | A Letter to Elise            | Aubrey Powell      |
| 1996 | The 13th                     | Sophie Muller      |
| 1996 | Mint Car                     | Richard Heslop     |
| 1996 | Gone!                        | Steve Hanft        |
| 1997 | Wrong Number                 | Tim Pope           |
| 2001 | Cut Here                     | Richard Anthony    |
| 2001 | Just Say Yes                 | Richard Anthony    |
| 2004 | The End of the World         | Floria Sigismondi  |
| 2004 | Taking Off                   | The Saline Project |
| 2004 | alt.end                      | The Saline Project |
| 2008 | The Only One                 |                    |
| 2008 | Freakshow                    |                    |
| 2008 | Sleep When I'm Dead          |                    |
| 2008 | The Perfect Boy              |                    |